# Водное поло на летних Олимпийских играх 1932
На летних Олимпийских играх 1932 года соревнования по водному поло проводились только среди мужчин.

## Медалисты
|         | Золото | Серебро | Бронза |
| Мужчины | Венгрия · Иштван Барта · Дьёрдь Броди · Оливер Халашши · Мартон Хомоннаи · Шандор Ивади · Алайош Кешерю · Ференц Кешерю · Янош Немет · Миклош Шаркань · Йожеф Вертеши | Германия · Эмиль Бенеке · Отто Кордес · Йохан Экштайн · Фриц Гунст · Эрих Радемахер · Йоахим Радемахер · Ханс Шульце · Хайко, Шварц | США · Остин Клэпп · Филип Даубенспек · Чарлз Финн · Дьюк Каханамоку · Чарлз Маккалистер · Джеймс О’Коннор · Калверт Стронг · Герберт Уайлдмэн · Джулиан Робертсон |